# The Window of Life
The Window of Life – czwarty album studyjny zespołu Pendragon z 1993 roku.

## Spis utworów
Album zawiera utwory:
1. The Walls of Babylon - 10:44
2. Ghosts - 7:58
3. Breaking The Spell - 9:12
4. The Last Man on Earth - 14:40
5. Nostradamus (Stargazing) - 6:19
6. Am I Really Losing You? - 4:47

## Skład zespołu
Twórcami albumu są:
- Nick Barrett - śpiew, gitara
- Clive Nolan - instrumenty klawiszowe
- Peter Gee - gitara basowa, gitara
- Fudge Smith - instrumenty perkusyjne